# 1486.
◄ | 14. stoljeće | 15. stoljeće | 16. stoljeće | ►
◄ | 1450-ih | 1460-ih | 1470-ih | 1480-ih | 1490-ih | 1500-ih | 1510-ih | ►
◄◄ | ◄ | 1483. | 1484. | 1485. | 1486. | 1487. | 1488. | 1489. | ► | ►►
Arhitektura • Astronomija • Glazba • Knjige • Književnost • Kršćanstvo • Medicina • Pravo • Promet • Slikarstvo • Znanost

## Događaji
- 18. siječnja – Vjenčanje Henrika VII., kralja Engleske i Elizabete od Yorka, ujedinjenje Dinastije Lancaster i Yorka nakon Ratova dviju ruža

## Rođenja
- 6. siječnja – Martin Agricola, njemački glazbeni teoretičar († 1556.)
- 18. veljače – Chaitanya Mahaprabhu, indijski svetac († 1534.)
- 2. srpnja – Jacopo Sansovino, talijanski arhitekt i kipar († 1570.)
- 16. srpnja – Andrea del Sarto, talijanski slikar († 1531.)
- 28. srpnja – Pieter Gillis, francuski filozof († 1533.)
- 23. kolovoza – Ivan Žigmund Herberstein, austrijski diplomat i povjesničar († 1566.)
- 14. rujna – Heinrich Cornelius Agrippa von Nettesheim, njemački astrolog i alkemičar († 1535.)
- 20. rujna – Artur, princ od Walesa; sin Henrika VII. († 1502.)

## Smrti
- 14. srpnja – Margareta od Danske, kraljica Škotske (* 1456.)
- 14. kolovoza – Marco Barbarigo, mletački dužd (* oko 1413.)

## Vanjske poveznice
|  | Zajednički poslužitelj ima još gradiva o temi 1486. |